# Liste der Imame der Ismailiten
Die Liste der Imame der Ismailiten enthält alle religiösen Vorsteher (imām) der Schia der Ismailiten, der nach der Zwölfer-Schia zweitgrößten konfessionellen Gruppierung des schiitischen Islam.
Das Imamat der Ismailiten beansprucht eine lineare dynastische Abstammung vom Propheten Mohammed († 632) über dessen Tochter Fatima († 632) und deren Ehemann Ali (⚔ 661). Dieser soll nach Auffassung aller Schiiten einst vom Propheten als dessen Nachfolger/Stellvertreter (ḫalīfa) mit der Führung über die Gläubigen designiert worden sein. Die Schia der Ismailiten entstand nach dem Tod des fünften Imams Dschafar as-Sadiq im Jahr 765 durch eine Spaltung der Imamiten-Schia.
909 etablierten die Ismailiten-Imame in Nordafrika ein eigenes Kalifat unter dem Dynastienamen der Fatimiden, dass in Konkurrenz zum sunnitischen Kalifat der Abbasiden von Bagdad stand. Auf den Tod des achtzehnten Imams im Jahr 1094 erfolgte auch bei den Ismailiten eine Spaltung zwischen mehreren rivalisierenden Imamlinien, die von ihren Anhängern als die jeweils rechtmäßige betrachtet wurden, wobei nennenswerte Unterschiede in ihren Glaubensverfassungen nicht bestanden haben. Alle ismailitischen Imamlinien und deren Anhängerschaft beanspruchen die Bewahrung und Fortführung des wahren Ismailitentums für sich.
Die Imamlinien diverser ismailitischer und anderer schiitischer Gruppierungen (z. B. Zwölfer-Schia) sind im Verlauf der Geschichte in die Verborgenheit (ġaiba) entrückt in Erwartung einer zukünftigen Wiederkehr. Lediglich bei den Nizari-Ismailiten ist das Imamat bis heute physisch präsent.

## Zählweisen
Für Schiiten im Allgemeinen gilt Ali als „Fundament des Imamats“ (asās al-imāma), wurde und wird bei den Ismailiten in der Zählweise aber unterschiedlich behandelt. Bei den mittelalterlichen Ismailiten galt nicht Ali, sondern dessen ältester Sohn Hassan als erster Imam, auf dem dann sein jüngerer Bruder Hussein als zweiter Imam gefolgt sei. Diese Zählweise gilt noch heute bei den Tayyibi-Ismailiten.
Bei den Nizari-Ismailiten wurde dahingegen eine Korrektur vorgenommen, indem Hassan im Sinne einer strikten linearen Vererbbarkeit des mit dem Imamat verbundenen Charismas (baraka) aus der Zählweise gänzlich ausgeschlossen wurde. Bei ihnen gilt daher Ali selbst als erster Imam, auf dem unmittelbar sein zweiter Sohn Hussein folgt.
In jedem Fall aber gilt bei allen Ismailiten Hussein als zweiter Imam, womit sich die ismailitische Zählweise von jener der Zwölfer-Schiiten unterscheidet. Diese zählen in ihrer Imamlinie sowohl Ali als auch Hassan, weshalb bei ihnen Hussein erst der dritte Imam ist. Bis zum Imam Dschafar as-Sadiq besteht also zwischen Ismailiten und Zwölfern eine Divergenz in der Zählung der Imame.

## Imame der Ismailiten
| Nr.  | Name (vollständiger Name nach DIN 31635)                                          | Anmerkungen |
| ---- | --------------------------------------------------------------------------------- | --- |
| 1.   | Ali (⚔ 661) Abū l-Hasan ʿAlī ibn Abī Tālib                                        | |
| (1.) | Hassan († 670) al-Ḥasan ibnʿAlī                                                   | |
| 2.   | Hussein (⚔ 680) al-Ḥusain ibn ʿAlī                                                | |
| 3.   | Ali Zain al-Abidin († 713) ʿAlī ibn al-Ḥusain Zain al-ʿĀbidīn                     | |
| 4.   | Muhammad al-Baqir († 732/36) Muhammad ibn ʿAlī al-Bāqir                           | |
| 5.   | Dschafar as-Sadiq († 765) Abū ʿAbd Allāh Ǧaʿfar ibn Muḥammad aṣ-Ṣādiq             | Letzter gemeinsamer Imam der Imamiten-Schia, die sich nach seinem Tod in die Parteien der Ismailiten und „Zwölfer“ spaltete. In der Zählung der „Zwölfer“ ist er deren sechster Imam, da diese im Unterschied zu den Ismailiten den älteren Sohn Alis, Hassan, in ihrer Imamlinie mit berücksichtigen |
| 6.   | Ismail († 760) Ismāʿīl ibn Ǧaʿfar                                                 | |
| 7.   | Muhammad Muḥammad ibn Ismāʿīl                                                     | In die Verborgenheit (ġaiba) entrückt und seither der erwartete rechtgeleitete Vorsteher (al-imām al-mahdī) der ismailitischen Urgemeinde („Siebener-Schia“) und der Qarmaten. |
| 8.   | Abdallah al-Akbar ʿAbd Allāh al-Akbar                                             | In der Verborgenheit (ġaiba). Begründer der ismailitischen Mission (daʿwa) und angeblich ein Sohn des siebten Imam. |
| 9.   | Ahmad Aḥmad ibn ʿAbd Allāh                                                        | In der Verborgenheit (ġaiba). |
| 10.  | Hussein († 882/83) al-Ḥusain ibn Aḥmad                                            | In der Verborgenheit (ġaiba). |
| 11.  | Abdallah al-Mahdi († 934) Abū Muḥammad ʿAbdallāh ibn al-Ḥusain al-Mahdī billāh    | Am 26. August 909 in Sidschilmasa aus der Verborgenheit (ġaiba) getreten und am 5. Januar 910 in Raqqada zum Stellvertreter (ḫalīfa) des Propheten als erster aus der Dynastie der Fatimiden proklamiert.                                                                                             |
| 12.  | Muhammad al-Qa’im († 946) Abūʾl-Qāsim Muḥammad ibn al-Mahdī al-Qāʾim bi-amriʾllāh | Zweiter Kalif der Fatimidendynastie. |
| 13.  | Ismail al-Mansur († 953) Abū ṭ-Ṭāhir Ismāʿīl ibn al-Qa’im al-Manṣūr bi-naṣriʾllāh | Dritter Kalif der Fatimidendynastie. |
| 14.  | Ma’add al-Mu’izz († 975)' Abū Tamīm Maʿadd ibn al-Manṣūr al-Muʿizz li-Dīn Allāh   | Vierter Kalif der Fatimidendynastie. Verlegte 972 die Kalifenresidenz nach Kairo. |
| 15.  | Nizar al-Aziz († 996) Abūʾl-Manṣūr Nizār ibn al-Muʿizz al-ʿAzīz billāh            | Fünfter Kalif der Fatimidendynastie. |
| 16.  | Mansur al-Hakim († 1021) Abū ʿAlī al-Manṣūr ibn al-ʿAzīz al-Hākim bi-amriʾllāh    | Sechster Kalif der Fatimidendynastie, nach dessen Tod/Verschwinden sich die Drusen von den Ismailiten abspalteten. |
| 17.  | Ali az-Zahir († 1036) Abūʾl-Ḥasan ʿAlī ibn al-Hākim aẓ-Ẓāhir li-ʾIʿzāz Dīn Allāh  | Siebter Kalif der Fatimidendynastie. |
| 18.  | Ma’add al-Mustansir († 1094) Abū Tamīm Maʿadd ibn aẓ-Ẓāhir al-Mustanṣir billāh    | Achter Kalif der Fatimidendynastie. Letzter gemeinsamer Imam der Ismailiten vor deren Spaltung. |

## Imame der Musta’li-Ismailiten
| Nr. | Name (vollständiger Name nach DIN 31635)                                          | Anmerkungen                                                                                 |
| --- | --------------------------------------------------------------------------------- | ------------------------------------------------------------------------------------------- |
| 19. | Ahmad al-Musta’li († 1101) Abūʾl-Qāsim Aḥmad ibn al-Mustanṣir al-Mustaʿlī billāh  | Neunter Kalif der Fatimidendynastie.                                                        |
| 20. | Mansur al-Amir (⚔ 1130) Abū ʿAlī al-Manṣūr ibn al-Mustaʿlī al-Āmir bi-aḥkām Allāh | Zehnter Kalif der Fatimidendynastie.                                                        |
| 21. | at-Tayyib Abūʾl-Qāsim aṭ-Ṭayyib ibn al-Āmir                                       | In die Verborgenheit (ġaiba) entrückt. Sein Imamat wurde von den Hafiziten nicht anerkannt. |
| Die Schia der Mustali-Ismailiten, bzw. Tayyibiten, besteht bis heute fort in Erwartung auf die Wiederkehr ihres Imams. |                                                                                   |                                                                                             |

## Imame der Hafizi-Ismailiten
| Nr. | Name (vollständiger Name nach DIN 31635)                                                                         | Anmerkungen |
| --- | --- | --- |
| 21. | Abd al-Madschid al-Hafiz († 1149) Abuʾl-Maimūn ʿAbd al-Maǧīd ibn Muḥammad ibn al-Mustanṣir al-Ḥāfiẓ li-Dīn Allāh | Elfter Kalif der Fatimidendynastie.                                                                                               |
| 22. | Ismail az-Zafir († 1154) Abūʾl-Manṣūr ʾIsmāʿīl ibn al-Ḥāfiẓ aẓ-Ẓāfir bi-amriʾllāh                                | Zwölfter Kalif der Fatimidendynastie.                                                                                             |
| 23. | Isa al-Fa’iz († 1160) Abūʾl-Qāsim ʿĪsā ibn aẓ-Ẓāfir al-Fāʾiz bi-naṣriʾllāh                                       | Dreizehnter Kalif der Fatimidendynastie.                                                                                          |
| 24. | Abdallah al-Adid († 1171) Abū Muḥammad ʿAbd Allāh ibn Yūsuf ibn al-Ḥāfiẓ al-ʿĀḍid li-Dīn Allāh                   | Vierzehnter und letzter Kalif der Fatimidendynastie, die auf seinen Tod vom regierenden Wesir Salah ad-Din Yusuf abgesetzt wurde. |
| 25. | Daoud († 1207 oder 1218) Abū Sulaimān Dāwūd ibn al-ʿĀḍid                                                         | 1173 als Fatimidenprätendent gegen die herrschenden Ayyubiden aufgetreten.                                                        |
| 26. | Suleiman († 1248) Badr ad-Dīn Sulaimān ibn Dāwūd                                                                 | |
| Die Schia der Hafizi-Ismailitien bestand in Ägypten noch einige Zeit mit einem verborgenen Imamat fort, gilt heute aber als nicht mehr existent. | | |

## Imame der Nizari-Ismailiten
| Nr. | Name (vollständiger Name nach DIN 31635)                                              | Anmerkungen                                                                                              |
| --- | ------------------------------------------------------------------------------------- | --- |
| 19. | Nizar al-Mustafa (⚔ 1095) Abūʾl-Manṣūr Nizār ibn al-Mustanṣir al-Muṣṭafā li-Dīn Allāh | Fatimidischer Gegenkalif in Alexandria. Seine Schia wurde von Hasan-i Sabbāh von Alamut aus organisiert. |
| 20. | Ali al-Hadi ʿAlī al-Hādī                                                              | In der Verborgenheit (ġaiba). Angeblich ein Sohn von Nizar.                                              |
| 21. | Muhammad I. al-Muhtadi Muḥammad al-Muhtadī                                            | In der Verborgenheit (ġaiba).                                                                            |
| 22. | Hassan I. al-Qahir Ḥasan al-Qāhir                                                     | In der Verborgenheit (ġaiba).                                                                            |
| 23. | Hassan II. (⚔ 1166) Ḥasan ʿalā ḏikrihī s-salām                                        | Am 8. August 1164 in Alamut aus der Verborgenheit (ġaiba) hervorgetreten.                                |
| 24. | Nur ad-Din Muhammad II. († 1210) Nūr ad-Dīn Muḥammad ibn Ḥasan                        | |
| 25. | Dschalal ad-Din Hassan III. († 1221) Ǧalāl ad-Dīn Ḥasan ibn Muḥammad                  | |
| 26. | Ala ad-Din Muhammad III. (⚔ 1255) Alāʾ ad-Dīn Muḥammad ibn Ḥasan                      | |
| 27. | Rukn ad-Din Churschah (⚔ 1257) Rukn ad-Dīn Ḫūršāh ibn Muḥammad                        | Letzter Herrscher von Alamut. 1256 von Hülegü entmachtet.                                                |
| 28. | Schams ad-Din Muhammad († 1310) Šams ad-Dīn Muḥammad ibn Ḫūršāh                       | Abspaltung der Mu’miniten.                                                                               |
| 29. | Qasim Schah († um 1370)                                                               | |
| 30. | Islam Schah († um 1425)                                                               | |
| 31. | Muhammad                                                                              | |
| 32. | Ali Schah Mustansir († 1480)                                                          | Mausoleum in Anjedan.                                                                                    |
| 33. | Abd al-Salam Schah                                                                    | |
| 34. | Abbas Schah Mustansir († 1498)                                                        | Mausoleum in Anjedan.                                                                                    |
| 35. | Abu Dharr Ali                                                                         | |
| 36. | Murad Mirza (⚔ 1574)                                                                  | |
| 37. | Chalil Allah I. († 1634)                                                              | |
| 38. | Nur al-Dhar Ali († 1671)                                                              | |
| 39. | Chalil Allah II. († 1680)                                                             | |
| 40. | Schah Nizar († 1722)                                                                  | Mausoleum in Kahak.                                                                                      |
| 41. | Sayyid Ali († 1754)                                                                   | |
| 42. | Sayyid Hassan Ali                                                                     | |
| 43. | Qasim Ali                                                                             | |
| 44. | Abu’l-Hassan Ali († 1792)                                                             | |
| 45. | Schah Chalil Allah III. (⚔ 1817)                                                      | |
| 46. | Hassan Ali Schah, Aga Khan I. († 1881)                                                | |
| 47. | Aqa Ali Schah, Aga Khan II. († 1885)                                                  | |
| 48. | Sultan Muhammad Schah, Aga Khan III. († 1957)                                         | |
| 49. | Schah Karim al-Hussaini, Aga Khan IV. († 2025)                                        | |
| 50. | Rahim al-Hussaini, Aga Khan V.                                                        | |

## Imame der Mu’mini-Ismailiten
| Nr.                                                                                          | Name                                     | Anmerkungen |
| -------------------------------------------------------------------------------------------- | ---------------------------------------- | --- |
| 26.                                                                                          | Ala ad-Din Mu’min Schah                  | Sohn des 28. Imams der Nizari-Ismailiten, der in der Zählweise der Mu’miniten als 25. Imam geführt wird, da sie die drei verborgenen Imame der Nizariten nicht mit berücksichtigen. |
| 28.                                                                                          | Muhammad Schah                           | |
| 28.                                                                                          | Radi ad-Din I.                           | |
| 29.                                                                                          | Tahir                                    | |
| 30.                                                                                          | Radi ad-Din II. († 1509)                 | |
| 31.                                                                                          | Schah Tahir al-Hussaini Dekkani († 1549) | |
| 32.                                                                                          | Haidar I. († 1586)                       | |
| 33.                                                                                          | Sadr ad-Din Muhammad († 1622)            | |
| 34.                                                                                          | Mu’in al-Din I. († 1644)                 | |
| 35.                                                                                          | Atiyyat Allah († 1663)                   | |
| 36.                                                                                          | Aziz Schah († 1691)                      | |
| 37.                                                                                          | Mu’in al-Din II. († 1715)                | |
| 38.                                                                                          | Amir Muhammad I. al-Muscharraf († 1764)  | |
| 39.                                                                                          | Haidar II. († 1786)                      | |
| 40.                                                                                          | Amir Muhammad II. al-Baqir               | Seit 1796 in die Verborgenheit (ġaiba) entrückt. |
| Die Schia der Mu’miniten besteht bis heute fort in Erwartung auf die Wiederkehr ihres Imams. |                                          | |